# Mycena cyanorrhiza
Mycena cyanorrhiza es un pequeño hongo de la familia de Mycenaceae.

## Características
La forma del sombrero (píleo (micología) es acampanada y cuando madura es como la de un paraguas, su diámetro es de 2 a 5 milímetros, es de color blanco, el tallo es blanco y su base de crecimiento es de color azulado, su crecimiento se produce entre la madera muerta, caídas de los bosques de cítricos, sus esporas son de color blanco.
Es uno de los fungi que contienen psilocibina, sin embargo, no existen constancias de su uso como un alucinógeno y su comestibilidad es desconocida.